# Kola
Анастасія Олегівна Прудіус, відома як Kola (нар. 19 жовтня 1992, Харків) — українська співачка, авторка-виконавиця. Учасниця талантшоу «Голос країни» (2016, 2021), національного відбору пісенного конкурсу «Євробачення 2017».
Саундпродюсером співачки є Іван Клименко, з яким співачка іноді також пише пісні.

## Життєпис
Анастасія Прудіус народилася в місті Харкові.
Була одружена з гітаристом та вокалістом гуртів «Never Believe Twice» та «CherryBlazer» Ярославом Кайдою з 2013 року до свого переїзду до Києва. 
У 2024 році одружилася з В'ячеславом.
Батько Олег Прудіус, рестлер, перший українець у WWE.

## Творчість
Заспівала у два роки, а музикою займається з семи.
Навчалася грі на електрогітарі.
У 2016 році стала учасницею талантшоу «Голос країни», потрапила в команду Потапа. Кліп із виступом Анастасії отримав більше двох мільйонів переглядів станом на 28 жовтня 2022 року. Згодом вона вибула на етапі нокаутів.
Була самостійною співачкою з участю в ансамблі протягом чотирьох сезонів телепроєкту «Танці з зірками».
У 2021 році знову на «Голосі країни».
У 2022 році кліп на пісню «Чи разом» зібрав понад 5 мільйонів переглядів та потрапив у тренди YouTube і впевнено тримав друге місце влітку в чарті топ-100 Apple Music в Україні. Цього ж року KOLA заявила, що шкодує про участь у російському фестивалі «Нова хвиля».

## Кліпографія
- «Говорили» (2025)
- «Край» (2025)
- «Міліметр» (2024)
- «Бути простим» (2024)
- «Щедра ніч» (2023, спільно з alyona alyona, Jerry Heil)
- «Вірте люди у дива» (2023, спільно з VLADA K)
- «Порічка» (2023, спільно з YAKTAK)
- «Люди» (2023, спільно з MamaRika)
- «Голос» (2022)[9]
- «Листопад» (2022)[10]
- «Доньці» (2022, спільно з Vyshebaba)
- «Біля серця» (2022)[11]
- «Дочекаюсь» (2022)[11][12]
- «Чи разом?» (2022)
- «Маю» (2022)
- «Парасолі» (2022)
- «Україно — ми сила» (2022)
- «Перше кохання» (2022)
- «Карнізи» (2022), спільно з DOVI[13]
- «Маленька дівчинка» (2022, співавтор Skofka)[1]
- «Ба» (2021, співавтор Skofka)[14]
- «Прохана гостя» (2021)
- «Синхрофазатрон» (2020)
- «Зомбі» (2018)[1]

## Нагороди
| Рік  | Премія | Номінація               | Результат | Примітка           | Дж.    |
| ---- | ------ | ----------------------- | --------- | ------------------ | ------ |
| 2023 | YUNA   | Пісня незламної України | Перемога  | Пісня «Біля серця» | [ 15 ] |
| 2024 | YUNA   | Найкраща виконавиця     | Перемога  |                    | [ 16 ] |